# Municipio de South Brown
El municipio de South Brown (en inglés: South Brown Township) es un municipio ubicado en el condado de Edwards en el estado estadounidense de Kansas. En el año 2010 tenía una población de 78 habitantes y una densidad poblacional de 0,31 personas por km².

## Geografía
El municipio de South Brown se encuentra ubicado en las coordenadas 37°46′39″N 99°22′24″O / 37.77750, -99.37333. Según la Oficina del Censo de los Estados Unidos, el municipio tiene una superficie total de 251.1 km², de la cual 251,1 km² corresponden a tierra firme y (0 %) 0 km² es agua.

## Demografía
Según el censo de 2010, había 78 personas residiendo en el municipio de South Brown. La densidad de población era de 0,31 hab./km². De los 78 habitantes, el municipio de South Brown estaba compuesto por el 100 % blancos. Del total de la población el 7,69 % eran hispanos o latinos de cualquier raza.